# Салют-1
Салют-1 (ДОС 1) е първата орбитална станция от програмата Салют и е първата създадена от човек космическа станция. Изстреляна е на 19 април 1971 г. от космодрума Байконур на ниска околоземна орбита с ракета носител Протон.
Първият ѝ екипаж е изстрелян със Союз-10, но не успява да се скачи заради проблем със скачващия механизъм.
Вторият екипаж на станцията е изстрелян със Союз-11 и след успешно скачване остава на борда на станцията 23 денонощия, изпълнявайки програмата на полета. На 29 юни е извършено разкачване на кораба Союз-11 с орбиталната станция, но една от клапите за изравняване на налягането в кораба Союз-11 се отваря, предизвиква разхерметизация на спускаемия апарат и тримата космонавти загиват трагично.
На 11 октомври 1971 г., след 175 дена на орбита, орбиталната станция Салют-1 контролирано навлиза обратно в атмосферата на Земята и е потопена в Тихия океан.

## Структура
При изстрелването обявената цел на Салют е да се тестват елементи на системите на космически станции и за провеждането на научни изследвания и експерименти. Станцията е била разработена да бъде 20 m дълга, 4 m да е максималния диаметър, 99 m³ вътрешно помещение и маса от 18 425 kg. Три от петте отделения са били под налягане (100 m³ общо) и в две е можело да влиза екипаж.

### Трансферно отделение
Първото отделение е било трансферно и е било директно скачено за кораб Союз. Конусообразният док е бил 2 m в диаметър от единия край и 3 m от към кърмата.

### Главно отделение
Второто и главно помещение е било с диаметър около 4 m. Имало е достатъчно място за осем големи стола, няколко контролни панела и 20 отвора за инструменти.

### Помощно отделение
Третият отсек под налягане е запънен с контролно и комуникационно оборудване, оборудване за доставяне на електричество, животопъддържащата система и други помощни оборудвания.
Четвъртият отсек не е бил под налягане имал е диаметър около 2 m и е съдържал двигателните инсталации и сързващи контролни системи. Салют-1 е имал буферни химически батерии, резервни запаси от кислород и вода, и системи за регенерация. Отвън на станцията са били монтирани две двойни мрежи от слънчеви батерии, които са се простирали като крила от по-малките отделения в краищата, система за регулиране на топлината и системите за ориентация и контрол.

### Космическа обсерватория Орион 1
Астрофизическата обсерватория Орион 1 проектирана от Григор Гързаян от Бюраканската обсерватория в Армения е била инсталирана на Салют-1. Обсерваторията е разполагала с ултравиолетов телескоп с оптична система Мерсен и спектрограф използващ филм чувствителен към дългата ултравиолетова област. Дисперсията на спектрофрафа е била 32 Å/mm (3,2 nm/mm).

## Характеристика
- Дължина – 15,8 m
- Максимален диаметър – 4,15 m
- Обитаем обем – 90 m³
- Маса при старта – 18 900 kg
- Ракета носител – Протон (тристепенна)
- завъртане през слънчевите батерии – около 10 m
- Площ на слънчевите батерии – 28 m²
- Количество слънчеви батерии – 4
- Транспортни кораби – Салют-1 тип Союз
- Брой докове за скачване – 1
- Общо пилотирани мисии – 2
- Общо дълговременни пилотирани мисии – 1

## Пилотирани мисии

### Союз-10
Союз-10 достига Салют-1 24 часа след началото на полета, скачва се със станцията и остава така 5 часа и 30 мин. Екипажът не успява да се прехвърли на станцията.
| Експедиция | Екипаж                                                   | Изстрелване    | Излитане с | Приземяване    | Приземяване с | Продължителност (в дни) | Бележки            |
| ---------- | -------------------------------------------------------- | -------------- | ---------- | -------------- | ------------- | ----------------------- | ------------------ |
| Союз-10    | Владимир Шаталов, Алексей Елисеев и Николай Рукавишников | 23 април, 1971 | Союз-10    | 25 април, 1971 | Союз-10       | 0                       | Провалено скачване |

### Союз-11
- Союз-11 – нужни са 3 часа и 19 мин. за скачване със станцията. Екипажът успешно преминава на борда ѝ. Извършени са следните наблюдения и опити:
- Изпробване на оборудването и екипировката на станцията.
- Тестване на системите за маневри и навигация.
- Изучаване на земната геология, метеорология, география и заледяването по полюсите.
- Изучаване на физичните характеристики на междупланетното пространство.
- Извършването на медико-биологични експерименти, свързани с ефектите върху човешкия организъм, причинени от космическия полет.

| Експедиция | Екипаж                                               | Изстрелване              | Излитане с | Приземяване               | Приземяване с | Продължителност (в дни) | Бележки                     |
| ---------- | ---------------------------------------------------- | ------------------------ | ---------- | ------------------------- | ------------- | ----------------------- | --------------------------- |
| Союз-11    | Георгий Доброволски, Виктор Пацаев, Владислав Волков | 6 юни, 1971 04:55:09 UTC | Союз-11    | 29 юни, 1971 23:16:52 UTC | Союз-11       | 23,77                   | Екипажът загива при връщане |

## Обратно навлизане в атмосферата
Салют-1 е преместена в по-висока орбита през юли и август 1971 г. за да са сигурни, че станцията няма да бъде разрушена от постоянното орбитално снижение. На 11 октомври Салют-1 включва двигателите си запоследно, за да се снижи и да поеме курс към Тихия океан. След 175 денонощия в орбита, първата космическа станция ще бъде разрушена. За престоя си в орбита, Салют-1 е направила достатъчно измервания и експерименти от различен вид.